# Gods and Generals (livro)
Gods and Generals é um romance histórico que serve como prequela do trabalho vencedor do Prémio Pulitzer de Ficção em 1975 de Michael Shaara sobre a Batalha de Gettysburg, The Killer Angels. Escrito por Jeffrey Shaara após a morte de seu pai, em 1988, o romance relaciona eventos de 1858 a 1863 durante a Guerra Civil Americana, terminando assim que os dois exércitos marcham em direção a Gettysburg. Desde 1988, Jeff Shaara escreveu The Last Full Measure, que segue os eventos apresentados em The Killer Angels.
Em 2003, Gods and Generals foi adaptado para o cinema em um filme de mesmo nome por Ronald F. Maxwell e interpretado por Robert Duvall e Jeff Daniels. O filme compartilha a maior parte de seu elenco com Gettysburg, a adaptação cinematográfica de The Killer Angels.

## Sinopse
Imitando a abordagem de seu pai para se concentrar nos mais importantes oficiais dos dois exércitos (General Robert E. Lee, General Winfield Scott Hancock, General  Thomas J. "Stonewall" Jackson e Tenente-Coronel Joshua Chamberlain), Shaara descreve o drama emocional dos soldados que lutaram com velhos amigos ao mesmo tempo que detalha com precisão os detalhes históricos, incluindo movimentos de tropas, estratégias e situações de combate tático. O romance também trata da desilusão do General Lee com a burocracia confederada e o fervor religioso do General Jackson.
Além de cobrir os eventos que antecederam a guerra, o livro inclui a  Primeira Bull Run, a Batalha de Williamsburg, a  Segunda Bull Run, a Batalha de Antietam, a Batalha de Fredericksburg e a Batalha de Chancellorsville. A  versão cinematográfica fornece apenas uma cobertura superficial de eventos imediatos de pré-guerra, focando principalmente em Jackson e na secessão do estado de  Virginia, omitindo Antietam (incluído no Director's Cut), juntamente com Williamsburg e a  Segunda Bull Run. Ele gasta uma quantidade considerável de tempo na  Primeira Bull Run, que desempenha apenas um papel menor no livro.

## Prémios
Em 1997, recebeu o Prêmio Literário W. Y. Boyd pela Excelência em Ficção Militar da American Library Association.

## Ligações Externas
- «Sítio oficial»